# AQuantive
aQuantive, Inc. war ein US-amerikanisches Unternehmen mit Hauptsitz in Seattle im Bundesstaat Washington, welches in Bereichen Digital- und Online-Marketing sowie Internetwerbung tätig war.
Das Unternehmen mit weiteren größeren Geschäftsstellen in New York City, London, San Francisco, Philadelphia und Chicago wurde im Jahr 2007 von dem Softwarehersteller Microsoft für etwa sechs Milliarden US-Dollar übernommen.
Rechenzentren und Infrastruktur befanden sich bei Savvis in der Metropolregion Seattle, Weehawken und Dallas, bei AT&T in Boston, sowie bei MCI WorldCom in London.

## Geschichte
aQuantive wurde 1997 als Avenue A, Inc. gegründet und im Februar 1998 amtlich im Bundesstaat Washington eingetragen. Zwei Jahre später folgte der Börsengang an der NASDAQ in New York.
Im Jahr 2001 wurden die zwei Geschäftsbereiche Digital Marketing Services (DMS) und Digital Marketing Technologies (DMT) begründet.
2003 folgte die Umbenennung in aQuantive, Inc. und Avenue A und Atlas wurden als Tochtergesellschaften gegründet. Der dritte Geschäftsbereich Digital Performance Media (DPM) wurde Anfang 2004 eingerichtet.
Ende Juni 2004 folge die bis dahin größte Übernahme. Für etwa 160 Millionen US-Dollar wurde die Internetagentur SBI.Razorfish mit 500 Mitarbeitern von der SBI Group aus Salt Lake City gekauft und Avenue A dann unter dem Namen Avenue A|Razorfish weitergeführt.
Am 18. Mai 2007 gab Microsoft bekannt, dass es aQuantive für 66,50 US-Dollar pro Aktie in bar übernehmen wolle. Am 17. August des Jahres wurde die Übernahme für 6,3 Milliarden US-Dollar abgeschlossen und etwa fünf Jahre später, am 2. Juli 2012, erfolgte die Mitteilung, dass Microsoft circa 6,2 Milliarden US-Dollar im Zusammenhang mit der Übernahme abschreibt.